# Bouderbala
Pour les articles homonymes, voir Bouderbala (homonymie).
Bouderbala est une commune d'Algérie, appartenant à la wilaya de Bouira.

## Géographie

### Lieux-dits, quartiers et hameaux
Les villages constituant cette commune sont : Tamarkenit, Arkoub, Tala Ougni, Drablia, Ouled Omar, Ouled Chalabi, Essebt, Abd El-djabbar, Dramcha, El-karia (le village agricole) ou bien El-Hdjadjit, Ouled Youcef, Tazrout, moutassa, bouleader, Ouled Tatar...

## Politique
Le maire de la commune de Bouderbala se nomme Abdelhalim Bouderbala